# Al-Muzaffar Sayf ad-Dîn Qutuz
 (avril 2017).
Améliorez-le ou discutez des points à vérifier. 
Pour les articles homonymes, voir Sayf ad-Dîn.
Al-Muzaffar Sayf ad-Dîn Qutuz ou Qutuz (en turc ottoman : قدوز, littéralement «Chien enragé», en turc : Kuduz) est un sultan mamelouk baharite d’Égypte ayant régné de 1259 à 1260.

## Biographie
Qutuz se prétend d’origine noble et se dit le neveu du dernier roi Khorezmien Jalal ad-Din pourchassé par les Mongols et éliminé par les Turcs. Il a été fait prisonnier par les Mongols qui l’ont vendu comme esclave en Syrie sans imaginer qu'il serait un jour l'artisan de leur première lourde défaite au Moyen-Orient et du recul de l'Empire mongol. Il est revendu au dernier roi de la dynastie ayyoubide.
Il gravit les échelons militaires et devient  le chef des armées d'Aybak (fondateur de la dynastie des mamelouks) lorsque celui-ci prend le pouvoir avec son épouse la reine Chajar ad-Durr, veuve du dernier sultan ayyoubide al-Salih Ayyoub. 
En 1257, après l'assassinat d'Aybak et de son épouse Chajar ad-Durr, Qutuz devient le tuteur de leur fils al-Mansur Ali. 
En novembre 1257 et avril 1258, il réussit à convaincre les mamelouks bahrites de revenir de Palestine dans un contexte difficile (division dans le corps de l'armée, famine, crise économique, etc.). 
Il propose aux sultans ayyoubides d'Alep et de Damas al-Nâsir Yûsuf, de les aider contre l'invasion mongole, mais sa demande est refusée. 
Qutuz aurait affirmé, au départ, à l'émir de Damas qu'il gouvernait l'Egypte en son nom, assurant que les troupes qu'il comptait lui envoyer en appui n'aspiraient aucunement à l'évincer de son fief.  
Mais les sultans se réveillent trop tard pour répondre à la menace mongole. De nombreux Syriens fuient vers l’Égypte qui se sent menacée à son tour. Les nouvelles de ces envahisseurs provoquent en Égypte une terreur générale.

### Le règne
Cette situation donne à Qutuz le prétexte de renverser Al-Mansur, trop jeune pour assumer la guerre contre les Mongols. Qutuz commence par renforcer son pouvoir en convainquant les autres mamelouks qu'il n'a agi ainsi que pour combattre les Mongols efficacement. Il promet également de leur octroyer ce qu’ils désirent une fois la victoire acquise. Le chef des armées mongoles, Hulagu, lui demande de se rendre. Qutuz refuse, et tue les ambassadeurs d’Hulagu pour rendre toute négociation impossible et engager tout le monde dans la guerre contre les Mongols[réf. nécessaire].
En août 1260, Qutuz quitte l’Égypte à la tête des armées égyptienne et syrienne réunies pour aller affronter les Mongols. Il envoie le général Baybars en mission de reconnaissance avec une partie de l’armée. Au cours de cette reconnaissance, Baybars doit affronter un contingent mongol et emporta la victoire. Ce premier succès contre les Mongols rehausse le moral des troupes musulmanes. Baybars traverse ce qu’il reste du royaume de Jérusalem et installe son camp devant Saint-Jean-d'Acre. Les croisés d’Acre offrent leur soutien. Qutuz préfère obtenir simplement le gage de leur neutralité, sous crainte de trahison des croisés. Il rejoint Baybars dans la vallée de `Ayn Jâlût, entre Bîsân et Naplouse. L’armée mongole est menée par Kîtbûqâ depuis le départ soudain d’Hulagu, provoqué par la mort de Möngke et des désordres successoraux qui en découlaient. Kîtbûqâ entreprend de rassembler ses troupes, qui s’étaient éparpillées en Syrie, en une seule et unique armée. Sa vanité lui fait refuser d’attendre des renforts de la part de Hulagu. Les Mongols s’avancent aussi jusqu’à `Ayn Jâlût. 

### La bataille d'Ayn Jâlût
Le 3 septembre 1260, Qutuz et Baybars viennent à bout de l’armée mongole conduite par Ketboğa à la bataille d’`Ayn Jâlût. La Syrie revient aux mamelouks et les Mongols se retirent au-delà de l’Euphrate. Cette victoire marque l’arrêt de l’avancée des Mongols, qui ne paraissent plus invincibles. Qutuz rentre en Égypte le 4 octobre 1260, suivi par Baybars, qui l'assassine de sa main lors d’une chasse au lièvre le 24 octobre. Il se fait aussitôt proclamer sultan par les chefs militaires.[réf. nécessaire].